# تحالف ابتكارات التأهب الوبائي
تحالف ابتكارات التأهب الوبائي (CEPI) هو مؤسسة تأخذ تبرعات من المنظمات العامة والخاصة والخيرية ومنظمات المجتمع المدني لتمويل مشاريع بحثية مستقلة لتطوير لقاحات ضد الأمراض المعدية الناشئة (EID). يركز على "مخطط الأمراض ذات الأولوية "لمنظمة الصحة العالمية"، والتي تشمل: فيروس كورونا المرتبط بمتلازمة الشرق الأوسط التنفسية (MERS-COV)، وفيروس كورونا المرتبط بالمتلازمة التنفسية الحادة الشديدة النوع 2 (السارس COV-2)، وعدوى فيروس نيباه، وفيروس حمى لاسا، وفيروس حمى الوادي المتصدع، وكذلك فيروس شيكونغونيا والمرض الافتراضي المجهول " المرض إكس ". يتطلب الاستثمار في مبادرة الشراكة بين بلدان أوروبا وإفريقيا وإفريقيا "الوصول العادل" إلى اللقاحات أثناء تفشي المرض.
تم إنشاء المبادرة في عام 2015 وتم إطلاقها رسميًا في عام 2017 في المنتدى الاقتصادي العالمي (WEF) في دافوس، سويسرا. وقد شارك في تأسيسها وتمويلها المشترك بمبلغ 460 مليون دولار أمريكي من مؤسسة بيل ومليندا غيتس، صندوق ويلكم، ومجموعة من الدول، وهي النرويج واليابان وألمانيا؛ التي انضم إليها الاتحاد الأوروبي (2019) وبريطانيا (2020) في وقت لاحق. يقع مقرها في أوسلو، النرويج. في عام 2017، قالت نيتشر، «إنها إلى حد بعيد أكبر مبادرة تطوير لقاح على الإطلاق ضد الفيروسات التي تشكل تهديدات وبائية محتملة». في عام 2020، تم تحديدها على أنها «لاعب رئيسي في السباق لتطوير لقاح» لمرض كورونا فيروس 2019.

## التاريخ

### التمويل

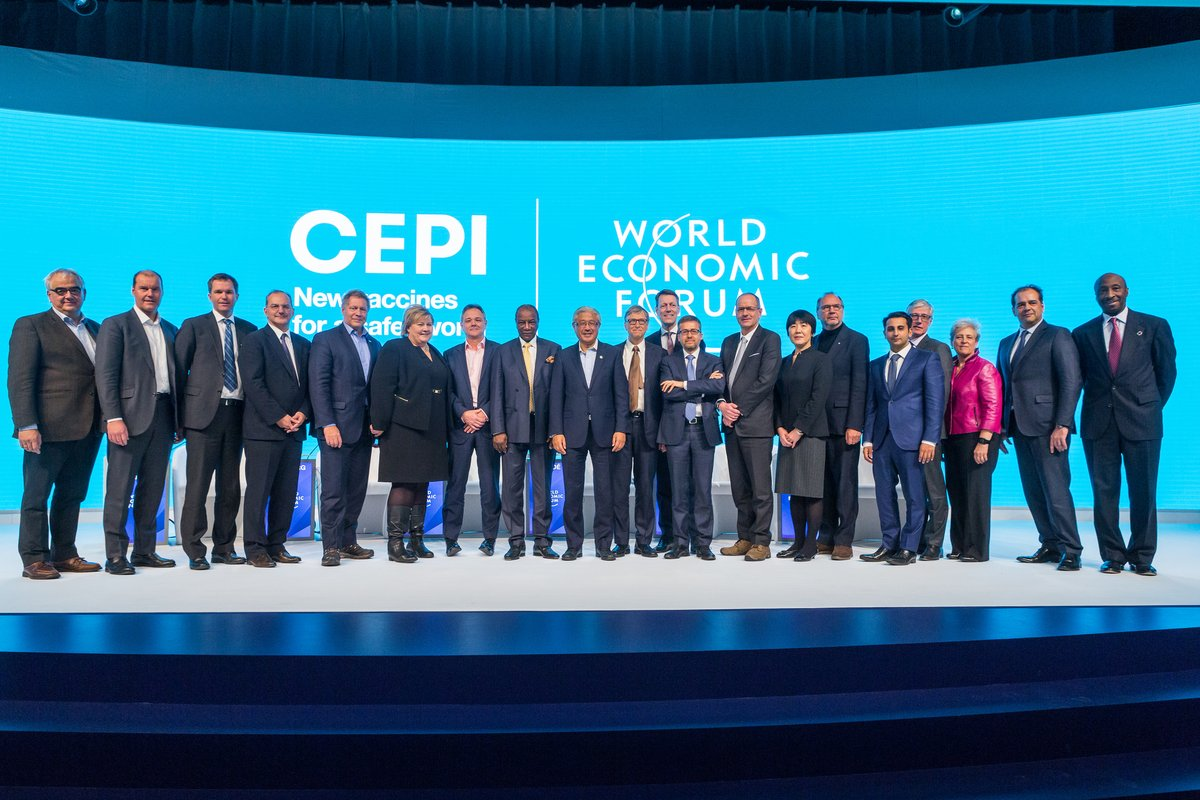
انطلقت خلال المنتدى الاقتصادي العالمي 2017 في دافوس

عند إطلاقها في عام 2017، أعلنت CEPI عن تعهدات مالية لمدة خمس سنوات من مؤسسيها بلغت 460 مليون دولار أمريكي وجائت من الحكومات ذات السيادة في اليابان (125 مليون دولار أمريكي) والنرويج (120 مليون دولار أمريكي) وألمانيا (10.6 مليون دولار أمريكي في عام 2017 وحده، والذي أصبح فيما بعد 90 مليون دولار أمريكي)، ومن المؤسسات العالمية لمؤسسة جيتس (100 مليون دولار أمريكي)، و Wellcome Trust (100 مليون دولار أمريكي)؛ كانت الهند تضع اللمسات الأخيرة لتزامها المالي، والذي تم بعد ذلك بوقت قصير. تم تحديد هدف تمويل قدره مليار دولار أمريكي للسنوات الخمس الأولى من التشغيل (أي بحلول يناير 2022). وقالت مجلة نيتشر عن المبلغ الذي تمت زيادته: «إنها إلى حد بعيد أكبر مبادرة تطوير لقاح على الإطلاق ضد الفيروسات التي تشكل تهديدات وبائية محتملة».